# 北海道立三岸好太郎美術館

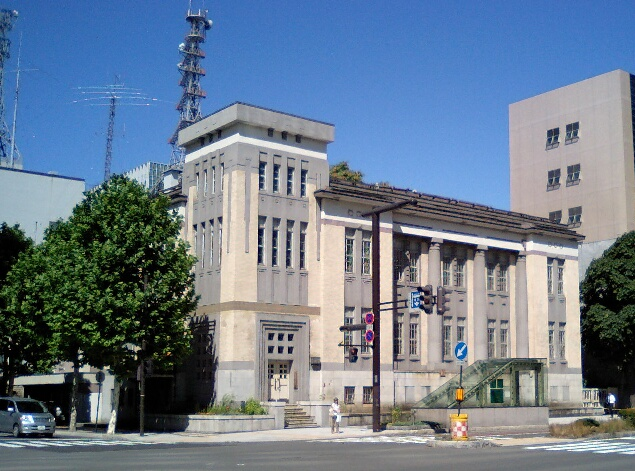
北海道立文書館別館（2006年当時、現在は北菓楼札幌本館）。移転前はここが北海道立三岸好太郎美術館であった。

北海道立三岸好太郎美術館（ほっかいどうりつみぎしこうたろうびじゅつかん、Migishi Kotaro Museum of Art, Hokkaido）は、北海道札幌市にある北海道立近代美術館の分館である。設置者は北海道。

## 概要
北海道立三岸好太郎美術館は、札幌出身の画家である三岸好太郎の功績をたたえ、彼の作品・関係資料の収集・展示を行なっている美術館である。作品が遺族から北海道へ寄贈されたことを機に発足した。

## 沿革
- 1967年（昭和42年）9月 - 北海道立美術館三岸好太郎記念室として開館[4]
- 1977年（昭和52年）6月 - 北海道立三岸好太郎美術館と改称[3]
- 1983年（昭和58年）7月 - 現在地に移転[5]
- 2011年（平成23年） - 北海道の「北海道立美術館条例（昭和42年3月20日条例第3号）」が改正され、北海道立近代美術館の分館として位置づけられることとなる。名称は引き続き「北海道立三岸好太郎美術館」となる。

## 展示
- 所蔵品展 - 三岸好太郎の生涯にわたる代表的作品を展示
- 特別展 - 三岸好太郎の芸術をさまざまな観点から展示
- 講演会 - 美術講演会や土曜セミナーを実施
- コンサート - 三岸好太郎の〈オーケストラ〉にちなんだ音楽会[6]

## 所在地・開館時間等
- 所在地 北海道札幌市中央区北2条西15丁目
- 開館時間 9:30 - 17:00
- 休館日 毎週月曜日（例外あり）、年末年始、展示替え期間等

## アクセス
- 地下鉄：札幌市営地下鉄東西線西18丁目駅下車
- バス：JR北海道バス・中央バス「道立近代美術館」停留所下車
- 自家用車：札幌駅より約10分